# Boisleux-Saint-Marc
Boisleux-Saint-Marc är en kommun i departementet Pas-de-Calais i regionen Hauts-de-France i norra Frankrike. Kommunen ligger i kantonen Croisilles som tillhör arrondissementet Arras. År 2022 hade Boisleux-Saint-Marc 256 invånare.

## Befolkningsutveckling
Antalet invånare i kommunen Boisleux-Saint-Marc
| Referens: INSEE |